# Ambassadeur thématique
 (octobre 2021).
 (2019).
Un ambassadeur thématique est un représentant d'un pays chargé de conduire des négociations avec des acteurs internationaux sur des sujets transversaux. En France, ces ambassadeurs sont apparus au début des années 2000 sur l'inspiration d'expériences notamment britanniques. S'ils ont atteint le nombre de 28, ils sont une quinzaine en 2019. 

## En France

### Historique
La notion d'ambassadeur thématique a été créée en 1998 par Jacques Chirac, alors président de la République, pour suivre la Conférence du millénaire (en). En 2013, ces ambassadeurs thématiques sont au nombre de 28. Ils sont 17 en 2017 alors que le gouvernement fait alors part de son souci de transparence à leur sujet.
Parmi les premiers ambassadeurs thématiques figurent :
- Gilles de Robien, ambassadeur chargé de promouvoir la cohésion sociale (2007-2015)[4],[5]  ;
- Jacques Valade, ambassadeur chargé de la coopération décentralisée avec l’Asie (2008-en cours)[4] ;
- Claudine Ledoux, ambassadrice chargée de la coopération régionale dans l’océan Indien (2013-2015)[4],[6]  ;
- Brice Lalonde, ambassadeur chargé des négociations sur le changement climatique (2007[7]-2011)[4] ;
- Serge Lepeltier, ambassadeur chargé des négociations sur le changement climatique (2011-2013)[4] ;

### Attributions et nomination
Les ambassadeurs thématiques sont chargés, en tant que représentants de la France, de coordonner des dossiers d'envergure internationale sur des sujets transversaux, comme par exemple les droits de l'homme, l'environnement, le terrorisme ou les questions frontalières. Cette pratique permet aussi d'utiliser les compétences de personnalités expérimentées mais non affectées à un poste diplomatique. Peu à peu, pourtant, la fonction a servi à accorder des faveurs à des personnalités politiques inoccupées à la suite d'élections défavorables,. En 2013 se trouvaient parmi eux sept anciens hommes politiques. Depuis leur création, la nomination de ces ambassadeurs est souvent réalisée par simple décision du ministre des Affaires étrangères. Lors du quinquennat d'Emmanuel Macron, leur nombre est réduit à une quinzaine et leur nomination systématique en Conseil des ministres est imposée.

### Liste
| Poste | Ambassadeur                         | Décret                                                                                                  |
| --- | ----------------------------------- | --- |
| Ambassadeur à la gestion des crises à l'étranger | Pas de titulaire nommé actuellement | Pas de titulaire nommé actuellement                                                                     |
| Ambassadeur chargé de la stratégie internationale en matière de lutte contre le terrorisme                                                                      | Pas de titulaire nommé actuellement | Pas de titulaire nommé actuellement                                                                     |
| Ambassadeur chargé de mission pour l'action culturelle extérieure de la France                                                                                  | Pierre Buhler                       | décret du 9 aout 2017                                                                                   |
| Ambassadeur chargé des migrations | Pascal Teixeira Da Silva            | décret du 6 septembre 2017                                                                              |
| Ambassadeur chargé des relations sociales internationales | Claude Jeannerot                    | décret du 14 avril 2016                                                                                 |
| Ambassadeur délégué à la coopération régionale dans la zone Antilles-Guyane                                                                                     | Jean-Bernard Nilam                  | décret du 4 mai 2017                                                                                    |
| Ambassadeur délégué à la coopération régionale dans la zone de l'océan Indien                                                                                   | Marcel Escure                       | décret du 21 octobre 2019                                                                               |
| Ambassadeur délégué à l'environnement | Yann Wehrling                       | décret du 5 décembre 2018                                                                               |
| Ambassadeur délégué aux investissements internationaux | Pascal Cagni                        | décret du 14 septembre 2017                                                                             |
| Ambassadeur délégué interministériel à la Méditerranée | Pierre Duquesne                     | décret du 18 octobre 2017                                                                               |
| Ambassadeur pour le numérique | Henri Verdier,                      | décret du 24 octobre 2018                                                                               |
| Ambassadeur pour le partenariat oriental de l'Union européenne et de la mer Noire                                                                               | Stéphane Visconti                   | décret du 20 octobre 2016                                                                               |
| Ambassadeur pour les commissions intergouvernementales, la coopération et les questions frontalières                                                            | Jacques Champagne de Labriolle      | décret du 28 février 2018                                                                               |
| Ambassadeur pour les droits de l'homme, chargé de la dimension internationale de la Shoah, des spoliations et du devoir de mémoire                              | François Croquette                  | décret du 19 janvier 2017                                                                               |
| Ambassadrice chargée de la lutte contre le virus de l'immunodéficience humaine-syndrome de l'immunodéficience acquise (VIH-sida) et les maladies transmissibles | Michèle Boccoz                      | décret du 8 septembre 2016                                                                              |
| Ambassadeur chargé de la négociation internationale pour les pôles Arctique et Antarctique                                                                      | Olivier Poivre-d'Arvor              | Décret du 25 novembre 2020 portant nomination d'un ambassadeur chargé des pôles et des enjeux maritimes |
| Ambassadrice chargée des négociations sur le changement climatique, pour les énergies renouvelables et la prévention des risques climatiques                    | Brigitte Collet                     | décret du 16 mars 2017                                                                                  |
| Ambassadrice déléguée à la science, la technologie et l'innovation                                                                                              | Pas de titulaire nommé actuellement | Pas de titulaire nommé actuellement                                                                     |
| Ambassadrice chargée des questions de santé mondiale | Anne-Claire Amprou                  | décret du 12 octobre 2022                                                                               |
| Ambassadeur chargé de la coopération internationale dans le domaine du patrimoine                                                                               | Jean-Luc Martinez                   | |

## Sources et références
1. ↑  « Les cadres supérieurs du Quai d'Orsay : une réforme à engager d'urgence », sur Sénat, 2008 (consulté le 17 novembre 2019).
2. 1 2  Kessler 2018, p. 211
3. 1 2  Sophie Levy Ayoun, « Voici la liste des 17 ambassadeurs… sans ambassade », sur Capital, 29 août 2017 (consulté le 17 novembre 2019).
4. 1 2 3 4 5  « Mais à quoi servent donc ces ambassadeurs ? », sur Le Point, 5 décembre 2012 (consulté le 17 novembre 2019).
5. ↑  Décret du 5 janvier 2015 mettant fin aux fonctions d'un ambassadeur, chargé de promouvoir la cohésion sociale - M. de ROBIEN (Gilles)
6. ↑  Décret du 15 juillet 2015 portant nomination d'un ambassadeur délégué à la coopération régionale dans la zone de l'océan Indien - M. HALLADE (Luc)
7. ↑  « Décret du 27 septembre 2007 portant nomination d'un ambassadeur chargé des négociations sur le changement climatique - M. Lalonde (Brice) », Legifrance, 27 septembre 2007 (consulté le 17 novembre 2019).
8. 1 2  Roxana Azimi, « Les missions trop secrètes des ambassadeurs thématiques », Le Monde.fr,‎ 28 août 2021 (lire en ligne, consulté le 30 août 2021)
9. ↑  « Missions diplomatiques », sur Ministère de l'Europe et des Affaires étrangères (consulté le 17 novembre 2019).
10. ↑  Poste occupé par le directeur du Centre de crise et de soutien (Éric Chevallier (par intérim))
11. ↑  Ancien titulaire : Patrick Maisonnave jusqu'en 2019
12. ↑  L’ambassadeur numérique de la France, un poste atypique, méconnu et stratégique, lemonde.fr, 23 novembre 2018, par William Audureau
13. ↑  au Quai d’Orsay : à quoi sert l’ambassadeur au numérique ?, contexte.com, 16 avril 2021, par Samuel Kahn
14. ↑  Ancienne titulaire : Catherine Bréchignac jusqu'en 2024